# Juan Quijano
Juan P. Quijano (* 20. Oktober 1882 in Sinait, Ilocos Sur; † 5. August 1954 in Ozamis City) war Bischof von Mindanao der Unabhängigen Philippinischen Kirche.

## Leben
Quijanos Eltern waren Barangay Captain Eugene Quijano und Catalina Gasmen Pajarillo. Nach seiner Grundschulbildung in seiner Heimatstadt ging er nach Manila und studierte am Liceo de Manila, wo er seinen Bachelor of Arts erhielt. Nach seiner Promotion und Ordination hörte er, dass viele Priester unter Führung von Pater Pedro Briallantes die katholische Kirche verließen. Er war im Begriff, sich ihnen anzuschließen, aber ein Freund sagte ihm, dass Bischof Aglipay nach Priester suchte, um sie an Orte zu schicken, die nach religiösen Führern baten. Bischof Aglipay war froh Pater Quijano zu treffen, dessen Glaube stark war.
Im Jahr 1905 wurde er nach Cebu geschickt mit Anstellungen in Cebu City, Talisay und Alcantara. Angesichts der Entfernungen zwischen den Orten seines Einsatzes und der Tatsache, dass er Ilokano und die Sprache vor Ort Cebuano war, machte seine Arbeit schwierig.
Nach seiner Eingewöhnung und Erlernung der Sprache schrieb er Artikel und veröffentlichte sie in Zeitungen. Er veröffentlichte Ang Iwag, eine wöchentliche Boulevardzeitung, die religiöse Unterweisungen, Ideen und Nachrichten enthält. Er schrieb die Bücher Napta (Horoskop), Die Brüder und Erzählungen des Nationalismus. Er übersetzte das Oficio Divino der Kirche für die Kirchenmitglieder. Er besuchte Cansojong, Talisay, wo eine Kirche errichtet wurde. 
Er heiratete Segundina Gador, Mitglied einer angesehenen Familie in Moalboal, und hatte mit ihr die dreizehn Kinder Gardeopatra, Gedeon, Gumamela, Gloriosa, Himaya, Garibaldi, Eugenio, Catalina, Lourdes, Acaudaldo, Praxedis, Preciosa Libertad und Juanito. 
Im Jahre 1919 wurde Pater Quijano nach Oroquieta versetzt. Er setzte die Publikationen von Ang Iwag fort. Er veröffentlichte auch eine andere Zeitung Bag-ong Magbalantay, die nach zwei Jahren in Dakung Bahandi umbenannt wurde. Er veröffentlichte auch die Ilokano Zeitung "Banawag", die in den Provinzen Ilocos verbreitet wurde. Er wurde zum Generalvikar für Mindanao bestellt. Er besuchte Pfarrgemeinde in Agusan, Surigao, Misamis Oriental, Labason und Sindangan in Zamboanga del Norte. Im Jahr 1924 übersetzte er die Arbeit von Dr. José Rizal, Noli me tangere, ins Cebuano. Es war die erste Übersetzung dieses Buches in eine Visayassprache.
Aufgrund seiner Popularität und seiner hervorragenden Aufbauarbeit für die Kirche wurde er am 16. Januar 1937 zum Bischof geweiht durch Gregorio Aglipay, DD unter Mitwirkung der Bischöfe Isabelo de los Reyes, Jr. und Pedro Lagasca. Als Bischof von Mindanao besuchte er Dinas, ein Barrio Pagadian, Zamboanga del Sur. 
Vor dem Krieg wurde Bischof Quijano nach Iloilo geschickt, um eine Verbesserung der Situation dort zu erreichen. Mit der gleichen Mission wurde er auch in die Provinz Ilocos geschickt. Nach seiner Rückkehr nach Oroquieta wurden die Veröffentlichungen seiner Zeitungen durch die japanischen Besatzer gestoppt, ebenso wurde seine Druckerei zerstört und einige seiner Bücher wurden verbrannt. Nach einem Zusammenbruch starb er 1954.
Seine sterblichen Überreste wurden nach Oroquieta gebracht. Er wurde in der dortigen Kirche begraben.